# Ronde van Italië 1982
| Eindklassement      |                          |              |
| Algemeen klassement | Bernard Hinault          | 110h 07' 55" |
| Tweede              | Tommy Prim               | + 2' 35"     |
| Derde               | Silvano Contini          | + 2' 47"     |
| Vierde / (Bel)      | Lucien Van Impe          | + 4' 31"     |
| Vijfde              | Gianbattista Baronchelli | + 6' 09"     |
| Zesde               | Giuseppe Saronni         | + 10' 52"    |
| Zevende             | Mario Beccia             | + 11' 08"    |
| Achtste             | Francesco Moser          | + 11' 57"    |
| Negende             | Marco Groppo             | + 14' 43"    |
| Tiende              | Faustino Rupérez         | + 14' 57"    |
| (Ned)               | Bert Pronk (68e)         | + 2h 33' 24" |
| Rode Lantaarn       | Enea Montanari (110e)    | + 5h 18' 55" |
| Puntenklassement    | Francesco Moser          | 247 punten   |
| Tweede              | Giuseppe Saronni         | 207 punten   |
| Derde               | Bernard Hinault          | 171 punten   |
| Bergklassement      | Lucien Van Impe          | 860 punten   |
| Tweede              | Bernard Hinault          | 380 punten   |
| Derde               | Silvano Contini          | 290 punten   |
| Jongerenklassement  | Marco Groppo (9e)        | 110h 22' 38" |
| Tweede              | Laurent Fignon (15e)     | + 26' 16"    |
| Derde               | Czesław Lang (17e)       | + 28' 20"    |
| Ploegenklassement   | Bianchi                  | 330h 35' 38" |
| Tweede              | Del Tongo-Colnago        | -            |
| Derde               | Famcucine                | -            |

In 1982 ging de 65e Giro d'Italia op 13 mei van start in Milaan. Hij eindigde op 6 juni in Turijn. Er stonden 162 renners verdeeld over 18 ploegen aan de start. Hij werd gewonnen door Bernard Hinault.
Aantal ritten: 22

Totale afstand: 4004.5 km

Gemiddelde snelheid: 36.361 km/h

Aantal deelnemers: 162

## Startlijst
Inoxpran-Pentole Posate
- 1.  Guido Bontempi
- 2.  Giorgio Aiardi
- 3.  Alfredo Chinetti
- 4.  Giuliano Biatta
- 5.  Bruno Leali
- 6.  Luciano Loro
- 7.  Luigino Moro
- 8.  Giancarlo Perini
- 9.  Amilcare Sgalbazzi

Alfa Lum-Sauber
- 11.  Giuseppe Petito
- 12.  Anders Adamsson
- 13.  Mauro Angelucci
- 14.  Giancarlo Baldoni
- 15.  Vincenzo Cupperi
- 16.  Corrado Donadio
- 17.  Salvatore Maccali
- 18.  Piero Onesti
- 19.  Michael Wilson

Atala-Campagnolo
- 21.  Giancarlo Casiraghi
- 22.  Walter Delle Case
- 23.  Geir Digerud
- 24.  Urs Freuler
- 25.  Pierino Gavazzi
- 26.  Mario Noris
- 27.  Giovanni Renosto
- 28.  Giuseppe Lanzoni
- 29.  Paolo Rosola

Bianchi-Piaggio
- 31.  Gianbattista Baronchelli
- 32.  Silvano Contini
- 33.  Aldo Donadello
- 34.  Alessandro Paganessi
- 35.  Sergio Parsani
- 36.  Tommy Prim
- 37.  Alessandro Pozzi
- 38.  Alf Segersäll
- 39.  Ennio Vanotti

Kotter-Bibione
- 41.  Dietrich Thurau
- 42.  Gilles Blaser
- 43.  Uwe Bolten
- 44.  Heine Götz
- 45.  Walter Hoffmann
- 46.  Stefan Schröpfer
- 47.  Marc Goossens
- 48.  Johan Wellens
- 49.  Bert Pronk

Del Tongo-Colnago
- 51.  Luciano Borgognoni
- 52.  Claudio Bortolotto
- 53.  Roberto Ceruti
- 54.  Gabriele Landoni
- 55.  Leonardo Natale
- 56.  Wladimiro Panizza
- 57.  Giuseppe Saronni
- 58.  Guido Van Calster
- 59.  Gian-Luigi Zuanel

Famcucine-Campagnolo
- 61.  Francesco Moser
- 62.  Marino Amadori
- 63.  Valerio Lualdi
- 64.  Piero Ghibaudo
- 65.  Giovanni Mantovani
- 66.  Palmiro Masciarelli
- 67.  Leonardo Mazzantini
- 68.  Dante Morandi
- 69.  Claudio Torelli

Zor-Gemeaz Cusin
- 71.  Faustino Rupérez
- 72.  Pedro Muñoz
- 73.  Isidro Juárez
- 74.  Jésus Rodríguez Magro
- 75.  Ángel Ocaña
- 76.  Alvaro Pino Couñago
- 77.  Guillermo de la Peña
- 78.  Eduardo Chozas
- 79.  Ángel Camarillo

Gis Gelati-Olmo
- 81.  Fabrizio Verza
- 82.  Leonardo Bevilacqua
- 83.  Noël Dejonckheere
- 84.  Simone Fraccaro
- 85.  Czeslaw Lang
- 86.  Maurizio Piovani
- 87.  Luciano Rabottini
- 88.  Ennio Salvador
- 89.  Eddy Schepers

Hoonved-Bottecchia
- 91.  Mario Beccia
- 92.  Antonio Bevilacqua
- 93.  Emanuele Bombini
- 94.  Robert Dill-Bundi
- 95.  Giuseppe Faraca
- 96.  Luigi Ferreri
- 97.  Daniel Gisiger
- 98.  Silvestro Milani
- 99.  Benedetto Patellaro

Kelme
- 101.  Juan Fernández
- 102.  Vicente Belda
- 103.  Roy Schuiten
- 104.  Enrique Martínez
- 105.  Celestino Prieto
- 106.  Jaime Vilamajo
- 107.  Juan Pujol
- 108.  José Recio
- 109.  Jeronimo Ibañez

Metauro Mobili-Pinarello
- 111.  Lucien Van Impe
- 112.  Vittorio Algeri
- 113.  Nazzareno Berto
- 114.  Hans D'Haese
- 115.  Marco Franceschini
- 116.  Marco Groppo
- 117.  Ricardo Magrini
- 118.  Flavio Miozzo
- 119.  Nedo Pinori

Renault-Elf
- 121.  Bernard Becaas
- 122.  Charly Berard
- 123.  Patrick Bonnet
- 124.  Lucien Didier
- 125.  Laurent Fignon
- 126.  Bernard Hinault
- 127.  Marc Madiot
- 128.  Jean-François Rodriguez
- 129.  Alain Vigneron

Royal-Wrangler
- 131.  Godi Schmutz
- 132.  Bruno Wolfer
- 133.  Erich Mächler
- 134.  Fridolin Keller
- 135.  Daniel Müller
- 136.  Bernard Gavillet
- 137.  Acácio da Silva
- 138.  Rudi Weber
- 139.  Peter Kehl

Sammontana-Benotto
- 141.  Roberto Visentini
- 142.  Moreno Argentin
- 143.  Tulio Bertacco
- 144.  Maurizio Bertini
- 145.  Pierangelo Bincoletto
- 146.  Claudio Corti
- 147.  Raniero Gradi
- 148.  George Lewis Mount
- 149.  Marino Polini

Selle Italia-Chinol
- 151.  Franco Chioccioli
- 152.  Tranquillo Andretta
- 153.  Cesare Cipollini
- 154.  Ercole Mealli
- 155.  Per Bausager
- 156.  Jacob Bausager
- 157.  Vittorio Setti
- 158.  Mario Gazzola
- 159.  Antonio Alfonsini

Selle San Marco-Wilier Triestina
- 161.  Alfio Vandi
- 162.  Franco Conti
- 163.  Antonio D'Alonzo
- 164.  Fiorenzo Favero
- 165.  Giuseppe Martinelli
- 166.  Giuseppe Montella
- 167.  Sergio Santimaria
- 168.  Claudio Savini
- 169.  Giovanni Testolin

Termolan-Galli
- 171.  Daniele Antinori
- 172.  Daniele Caroli
- 173.  Davide Cassani
- 174.  Claudio Girlanda
- 175.  Orlando Maini
- 176.  Enea Montanari
- 177.  Jorgen Marcussen
- 178.  Filippo Piersanti
- 179.  Erminio Rizzi

## Belgische en Nederlandse prestaties
In totaal namen zeven Belgen en twee Nederlanders (Bert Pronk en Roy Schuiten) deel aan de Giro van 1982.

### Belgische etappezeges
- In 1982 was er geen Belgische etappezege.

### Nederlandse etappezeges
- In 1982 was er geen Nederlandse etappezege.

## Etappe uitslagen
| Datum                  | Etappe    | Parcours                             | Afstand | Eerste                  | Tweede                         | Derde                       | Klassementsleider     |
| ---------------------- | --------- | ------------------------------------ | ------- | ----------------------- | ------------------------------ | --------------------------- | --------------------- |
| 13 mei                 | proloog   | Milaan (ploegentijdrit)              | 16,0 km | Renault                 | Famcucine                      | Hoonved                     | Bernard Hinault (Fra) |
| 14 mei                 | etappe 1  | Parma - Viareggio                    | 174 km  | Giuseppe Saronni (Ita)  | Paolo Rosola (Ita)             | Robert Dill-Bundi (Zwi)     | Patrick Bonnet (Fra)  |
| 15 mei                 | etappe 2  | Viareggio - Cortona                  | 223 km  | Michael Wilson (Aus)    | Laurent Fignon (Fra)           | Alfio Vandi (Ita)           | Laurent Fignon (Fra)  |
| 16 mei                 | etappe 3  | Perugia - Assisi (tijdrit)           | 37 km   | Bernard Hinault (Fra)   | Tommy Prim (Zwe)               | Francesco Moser (Ita)       | Bernard Hinault (Fra) |
| 17 mei                 | etappe 4  | Assisi - Rome                        | 169 km  | Urs Freuler (Zwi)       | Peter Kehl (BRD)               | Nazzareno Berto (Ita)       | Bernard Hinault (Fra) |
| 18 mei                 | etappe 5  | Rome - Caserta                       | 213 km  | Urs Freuler (Zwi)       | Giovanni Mantovani (Ita)       | Pierino Gavazzi (Ita)       | Bernard Hinault (Fra) |
| 19 mei                 | etappe 6  | Caserta - Castellammare di Stabia    | 130 km  | Silvano Contini (Ita)   | Fabrizio Verza (Ita)           | Giuseppe Saronni (Ita)      | Bernard Hinault (Fra) |
| 20 mei                 | etappe 7  | Castellammare di Stabia - Diamante   | 226 km  | Francesco Moser (Ita)   | Paolo Rosola (Ita)             | Giuseppe Saronni (Ita)      | Francesco Moser (Ita) |
| 21 mei was een rustdag |           |                                      |         |                         |                                |                             |                       |
| 22 mei                 | etappe 8  | Taromina - Agrigento                 | 248 km  | Moreno Argentin (Ita)   | Gianbattista Baronchelli (Ita) | Giuseppe Saronni (Ita)      | Francesco Moser (Ita) |
| 23 mei                 | etappe 9  | Agrigento - Palermo                  | 151 km  | Giuseppe Saronni (Ita)  | Pierino Gavazzi (Ita)          | Francesco Moser (Ita)       | Francesco Moser (Ita) |
| 24 mei                 | etappe 10 | Cefalù - Messina                     | 197 km  | Urs Freuler (Zwi)       | Guido Bontempi (Ita)           | Francesco Moser (Ita)       | Francesco Moser (Ita) |
| 25 mei                 | etappe 11 | Palmi - Campigliatello Silano        | 229 km  | Bernard Becaas (Fra)    | Giovanni Renosto (Ita)         | Davide Cassani (Ita)        | Francesco Moser (Ita) |
| 26 mei was een rustdag |           |                                      |         |                         |                                |                             |                       |
| 27 mei                 | etappe 12 | Cava dei Tirreni - Campitello Matese | 171 km  | Bernard Hinault (Fra)   | Mario Beccia (Ita)             | Tommy Prim (Zwe)            | Bernard Hinault (Fra) |
| 28 mei                 | etappe 13 | Campitello Matese - Pescara          | 184 km  | Silvano Contini (Ita)   | Vicente Belda (Spa)            | Marco Groppo (Ita)          | Bernard Hinault (Fra) |
| 29 mei                 | etappe 14 | Pescara - Urbino                     | 248 km  | Guido Bontempi (Ita)    | Claudio Torelli (Ita)          | Pierangelo Bincoletto (Ita) | Bernard Hinault (Fra) |
| 30 mei                 | etappe 15 | Urbino - Comacchio                   | 190 km  | Silvestro Milani (Ita)  | Urs Freuler (Zwi)              | Daniele Caroli (Ita)        | Bernard Hinault (Fra) |
| 31 mei                 | etappe 16 | Comacchio - San Martino di Castrozza | 243 km  | Vicente Belda (Spa)     | Mario Beccia (Ita)             | Faustino Rupérez (Spa)      | Bernard Hinault (Fra) |
| 1 juni                 | etappe 17 | Fiera di Primiero - Boario Terme     | 235 km  | Silvano Contini (Ita)   | Lucien Van Impe (Bel)          | Tommy Prim (Zwe)            | Silvano Contini (Ita) |
| 2 juni                 | etappe 18 | Pianborno - Plan di Montecampione    | 85 km   | Bernard Hinault (Fra)   | Lucien Van Impe (Bel)          | Tommy Prim (Zwe)            | Bernard Hinault (Fra) |
| 3 juni                 | etappe 19 | Boario Terme - Vigevano              | 162 km  | Robert Dill-Bundi (Zwi) | Guido Van Calster (Bel)        | Francesco Moser (Ita)       | Bernard Hinault (Fra) |
| 4 juni                 | etappe 20 | Vigevano - Cuneo                     | 177 km  | Francesco Moser (Ita)   | Paolo Rosola (Ita)             | Giuseppe Saronni (Ita)      | Bernard Hinault (Fra) |
| 5 juni                 | etappe 21 | Cuneo - Pinerolo                     | 254 km  | Giuseppe Saronni (Ita)  | Bernard Hinault (Fra)          | Tommy Prim (Zwe)            | Bernard Hinault (Fra) |
| 6 juni                 | etappe 22 | Pinerolo - Turijn (tijdrit)          | 42.5 km | Bernard Hinault (Fra)   | Francesco Moser (Ita)          | Urs Freuler (Zwi)           | Bernard Hinault (Fra) |

 winnaars · 
roze trui · 
  puntenklassement · 
  bergklassement · 
 jongerenklassement · 
 intergiro · 
 ploegenklassement · 
 strijdlust · 
 zwarte trui
Giro d'Italia Next Gen · Giro Donne · Cima Coppi
 Belgische rozetruidragers · etappewinnaars
 Nederlandse rozetruidragers · etappewinnaars
Mannen:
1909 · 
1910 · 
1911 · 
1912 · 
1913 · 
1914 · 
1919 · 
1920 · 
1921 · 
1922 · 
1923 · 
1924 · 
1925 · 
1926 · 
1927 · 
1928 · 
1929 · 
1930 · 
1931 · 
1932 · 
1933 · 
1934 · 
1935 · 
1936 · 
1937 · 
1938 · 
1939 · 
1940 · 
1946 · 
1947 · 
1948 · 
1949 · 
1950 · 
1951 · 
1952 · 
1953 · 
1954 · 
1955 · 
1956 · 
1957 · 
1958 · 
1959 · 
1960 · 
1961 · 
1962 · 
1963 · 
1964 · 
1965 · 
1966 · 
1967 · 
1968 · 
1969 · 
1970 · 
1971 · 
1972 · 
1973 · 
1974 · 
1975 · 
1976 · 
1977 · 
1978 · 
1979 · 
1980 · 
1981 · 
1982 · 
1983 · 
1984 · 
1985 · 
1986 · 
1987 · 
1988 · 
1989 · 
1990 · 
1991 · 
1992 · 
1993 · 
1994 · 
1995 · 
1996 · 
1997 · 
1998 · 
1999 · 
2000 · 
2001 · 
2002 · 
2003 · 
2004 · 
2005 · 
2006 · 
2007 · 
2008 · 
2009 · 
2010 · 
2011 · 
2012 · 
2013 · 
2014 · 
2015 · 
2016 · 
2017 · 
2018 · 
2019 · 
2020 · 
2021 · 
2022 · 
2023 · 
2024 · 
2025
Vrouwen:
1988 · 
1989 · 
1990 · 
1991 ·
1992 ·
1993 · 
1994 · 
1995 · 
1996 · 
1997 · 
1998 · 
1999 · 
2000 · 
2001 · 
2002 · 
2003 · 
2004 · 
2005 · 
2006 · 
2007 · 
2008 · 
2009 · 
2010 · 
2011 · 
2012 ·
2013 · 
2014 ·
2015 ·
2016 ·
2017 ·
2018 ·
2019 ·
2020 ·
2021 ·
2022 ·
2023 ·
2024 ·
2025